# Spade di Grunwald
Le spade di Grunwald (in polacco Miecze grunwaldzki; in lituano Žalgirio kalavijai) furono un dono presentato da Ulrich von Jungingen, gran maestro dell'Ordine dei cavalieri teutonici, al re Ladislao II di Polonia e al granduca Vitoldo di Lituania il 15 luglio 1410, poco prima della battaglia di Grunwald (Tannenberg). Il dono, che consisteva in un paio di semplici spade nude, era un invito formale alla battaglia. Dopo la vittoria polacco-lituana, entrambe le spade furono portate come trofeo di guerra dal re Ladislao II a Cracovia, all'epoca capitale della Polonia, e poste nel tesoro del Castello del Wawel.
Con il tempo, le due spade furono trattate come insegne reali, a simboleggiare il regno del monarca su due nazioni, il Regno di Polonia e il Granducato di Lituania. Probabilmente furono usate nelle incoronazioni della maggior parte dei re polacchi dal XVI al XVIII secolo. Diventate parte di una collezione privata dopo le spartizioni della Polonia alla fine del XVIII secolo, furono perse senza lasciare traccia nel 1853. Sono rimaste, tuttavia, un simbolo della vittoria e del passato della Polonia e della Lituania e una parte importante di identità nazionale dei due paesi.

## Storia

### La battaglia di Grunwald

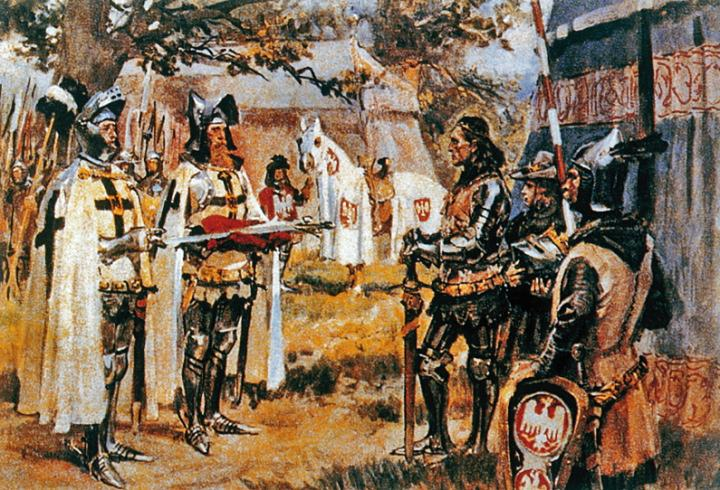
Due Spade di Wojciech Kossak (1909 circa). In questo dipinto, le spade vengono presentate dai membri dell'Ordine Teutonico, indossando i loro distintivi mantelli bianchi, piuttosto che dai messaggeri che portano i simboli araldici descritti da Jan Długosz.

La battaglia di Grunwald fu parte della grande guerra combattuta tra il 1409 e il 1411 tra una coalizione polacco-lituana guidata dal re Ladislao II e il granduca Vitoldo su un versante e l'Ordine teutonico aiutato dai cavalieri dell'Europa occidentale e guidato dal Gran Maestro Ulrich von Jungingen dall'altro. Fu una battaglia decisiva della guerra e una delle più grandi dell'Europa medievale. Mentre entrambe le parti si preparavano alla battaglia la mattina del 15 luglio 1410, due araldi che portavano due spade sguainate furono annunciati al re Ladislao II. Secondo la cronaca di Jan Długosz, portavano gli stemmi dei rispettivi padroni: un'aquila nera in un campo d'oro del re Sigismondo di Lussemburgo e un grifone rosso in un campo d'argento del duca Casimiro V di Pomerania. Gli araldi erano stati mandati dal gran maestro a Ladislao II e Vitoldo, ma poiché quest'ultimo era impegnato a preparare le sue truppe per la battaglia, rimase solo il re, accompagnato dai suoi più stretti aiutanti, a ricevere gli inviati. Le spade costituivano un simbolo di rispetto e di omaggi verso il re, per esortarlo a combattere e a dimostrare la sua potenza ad armi pari. Il re e suo fratello accettarono le spade e giurarono di combattere.

### Da trofei di guerra a cimeli della corona
Il re mandò le due spade a Cracovia e le depositò, insieme agli stendardi dell'esercito teutonico e ad altri trofei di guerra, nella sala del tesoro del castello del Wawel. Alla fine, le "due spade prussiane", come furono descritte in un inventario del tesoro nel 1633, furono trattate come parte dei gioielli della corona polacca. Furono usati nelle incoronazioni reali durante tutta l'esistenza della regno polacco-lituano (1569–1795) e forse anche prima, durante l'unione dinastica delle due nazioni sotto la casa degli Jagelloni. Da quando la coppia di spade fu data a due sovrani - Polonia e Lituania - ciascuna delle armi era associata a una delle due nazioni costituenti del regno.

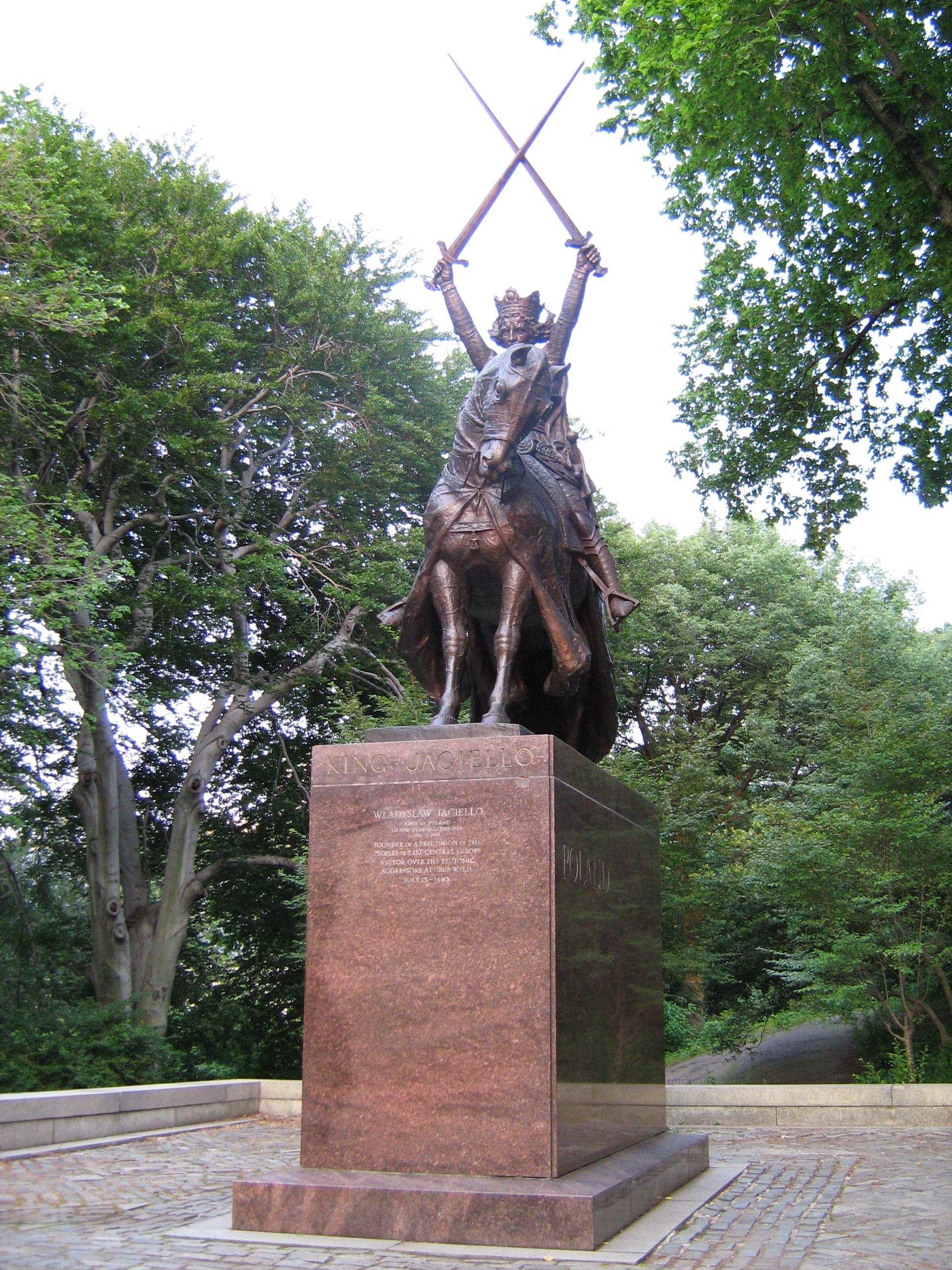
Statua di Ladislao II di Polonia che sguaina le due spade in combattimento a cavallo, situata al Central Park di New York.

A differenza della spada Szczerbiec e di altre spade cerimoniali custodite nel tesoro reale, le Spade di Grunwald erano semplici spade da battaglia tipiche dell'equipaggiamento dei primi cavalieri europei del XV secolo. Furono abbellite con manici realizzati in argento dorato. Inoltre un piccolo scudo con lo stemma della Polonia, l'Aquila Bianca, fu attaccato alla lama di una spada e, analogamente, uno scudo simile con lo stemma lituano venne fissato sull'altra.
Le spade di Grunwald furono usate per l'ultima volta nell'incoronazione di un re polacco - quella di Stanislao Augusto Poniatowski - nel 1764 a Varsavia. Sono menzionati nell'ultimo inventario del tesoro reale del 1792. Durante l'insurrezione di Kościuszko nel 1794, Cracovia fu assediata dall'esercito prussiano, che occupò il castello del Wawel e saccheggiò la sua cassaforte. Tuttavia, i prussiani, probabilmente non interessati al valore materiale di due semplici spade di ferro e inconsapevoli del loro significato storico e simbolico le lasciarono.
Dopo che la Prussia cedette Cracovia, secondo i termini della Terza Divisione della Polonia, all'Impero asburgico nel 1796, le spade furono recuperate dal tesoro devastato, dallo storico Tadeusz Czacki che le consegnò alla principessa Izabela Czartoryska. La principessa era una collezionista d'arte nota per il suo interesse per i cimeli nazionali polacchi. Le spade di Grunwald furono collocate tra gli altri souvenir patriottici nel tempio di Sybil, il suo museo privato istituito nel giardino del Palazzo Czartoryski a Puławy.

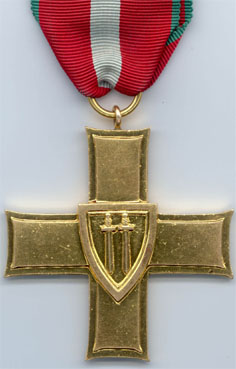
Insegna di I classe dell'Ordine della Croce di Grunwald. Le due spade sono raffigurate al centro della croce.

Il palazzo fu conquistato dal governo russo durante l'insurrezione di novembre del 1830-1831. La maggior parte della collezione dal tempio di Sybil fu inviata in Francia poco prima dello scoppio della rivolta, ma le spade di Grunwald erano nascoste nella casa di un parroco nel vicino villaggio di Włostowice (ora parte di Puławy). Nel 1853, dopo la morte del prete, la casa fu perquisita dai gendarmi russi, o dalla polizia di sicurezza, che confiscarono le spade come armi illegali e le portarono alla fortezza di Zamość, da allora non si ebbero notizie sulle spade.

### Utilizzo simbolico
Ricordando le vittorie militari polacche sull'Ordine Teutonico, le spade suscitavano in tal modo la sensibilità tedesca, come quando le spade di Grunwald apparirono in un francobollo del 1938 che commemorava il re Vladislaus Jagiełło e la regina Jadwiga, provocando una formale protesta diplomatica della Germania nazista. Nell'interesse del "mantenimento del buon vicinato", il ministero degli affari esteri polacco chiese alle poste polacche di ritirare il timbro dalla circolazione; sulla versione del francobollo del 1939, le spade furono sostituite da un ornamento araldico.
Nel 1943, la Gwardia Ludowa, un movimento di resistenza comunista nella Polonia occupata introdusse la propria decorazione militare, la Croce di Grunwald, con le spade di Grunwald sul suo fronte. Successivamente fu adottato dalla Repubblica Popolare di Polonia come il secondo più alto riconoscimento militare. La croce cessò di essere assegnata nel 1987 e fu formalmente interrotta nel 1992. Le spade apparvero nella croce della Marina polacca negli anni 1946-1955.
Nella Polonia moderna, le spade di Grunwald rimangono un simbolo militare popolare, specialmente in Varmia e Masuria. Il comune di Grunwald ha incluso le due spade nel suo stemma.